# Carl Fredrik Wiberg
Carl Fredrik Wiberg, född 17 juli 1813 i Stockholm, död natten 4–5 februari 1881 i Gävle, var en svensk skolman och arkeolog.
Wiberg blev 1834 student vid Uppsala universitet, där han 1837 avlade prästexamen samt, efter att en tid ha utövat e.o. tjänstgöring på såväl präst- som skolbanan, 1842 filosofie kandidatexamen. Han promoverades samma år till filosofie magister samt tog 1844 teologie kandidatexamen. År 1847 utnämndes han till lektor i historia i Gävle. 
Vid sidan av sin lärarverksamhet sysselsatte Wiberg sig med författarskap av dels pedagogisk, dels arkeologisk art. Av hans för skolan avsedda arbeten kan nämnas Atlas till Sveriges historia (1856) och Atlas öfver allmänna historien (1859–62; flera upplagor), bägge utarbetade tillsammans med Thure von Mentzer, de första i sitt slag i Sverige och mycket använda. Han utgav vidare Historisk-geografisk öfversigt af gamla verlden (1850), Lärobok i nyare geografien för elementarläroverken (1852), Öfversigt af nyare historien (1854; andra upplagan 1870) och Lärobok i fäderneslandets historia (1863; andra upplagan 1870). 
Som arkeolog sysselsatte Wiberg sig främst med Skandinavien och skrev Asarna efter nyare, deribland slaviska, källor (1853), Bidrag till kännedomen om grekers och romares förbindelse med norden och om de nordiska handelsvägarne (i Gävle allmänna läroverks program 1861; utgivet i bokform 1868 med titeln De klassiska folkens förbindelse med norden och inflytande på dess civilisation, andra upplagan 1878; översatt till tyska), Om grekernas och etruskernas inverkan på bronskulturen (i ovannämnt läroverks program 1869; översatt i "Archiv für Anthropologie", 1870), Louis De Geer et la colonisation wallonne en Suède (i "Bulletin de l'Institut archéologique liégeois", band 12, 1876) och Fornariska folkens behandling af sina döda (i ovannämnt läroverks program 1877). Därjämte utgav han Gestriklands runstenar (två häften, 1865, 1867). 
Wiberg var korresponderande ledamot av Vitterhets-, historie- och antikvitetsakademien (1861) och medlem av Det Kongelige Nordiske Oldskriftselskab i Köpenhamn.